# Kasteel van Fontaine (Onhaye)
Het kasteel van Fontaine (ofwel château de Fontaine) is een kasteel in de gemeente Onhaye in de Belgische provincie Namen. Het ligt ten zuiden van het dorp Anthée. Het kasteel werd gebouwd in de buurt van de kruising van de weg Namen naar Luxemburg en de weg van Dinant naar Luik 
Het kasteel heeft vier torens op de hoeken en de binnenplaats is open aan de zuidzijde. Aan de westzijde van het kasteel bevinden zich de bijgebouwen. Het kasteel werd gebouwd op de grondvesten van een middeleeuws kasteel, waarvan er resten te vinden zijn in de noordoostelijke hoek van het kasteel. Het was de zetel van de heren van Fontaine, die heersten over Anthée, Morville en Miavoye, verspreid over de graafschappen Namen en Agimont gelegen in het Prinsbisdom Luik. Het kasteel is gebouwd van kalksteen en is U-vormig, open aan de zuidkant, met torens op elke hoek. Er is een boerderij in het oosten met hetzelfde bouwplan, met open kant naar het kasteel. Het twee verdiepingen tellende kasteel werd waarschijnlijk gebouwd in fasen in de 16de eeuw. De andere gebouwen werden gebouwd in de 16de en 17de eeuw. Het kasteel werd gerenoveerd in neotraditionele stijl tussen 1907 en 1909, de torens werden verhoogd en de huidige ramen werden toegevoegd.

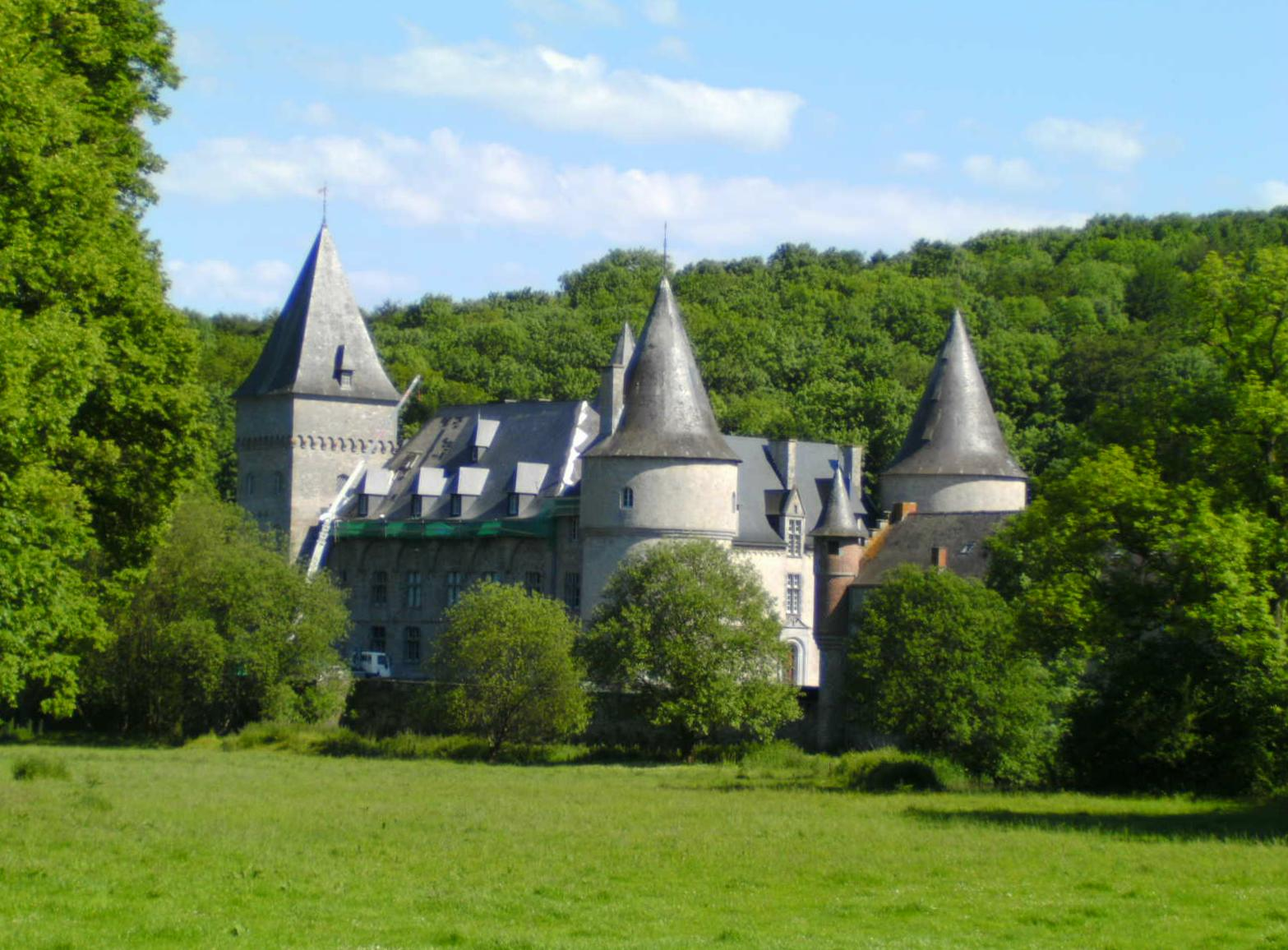
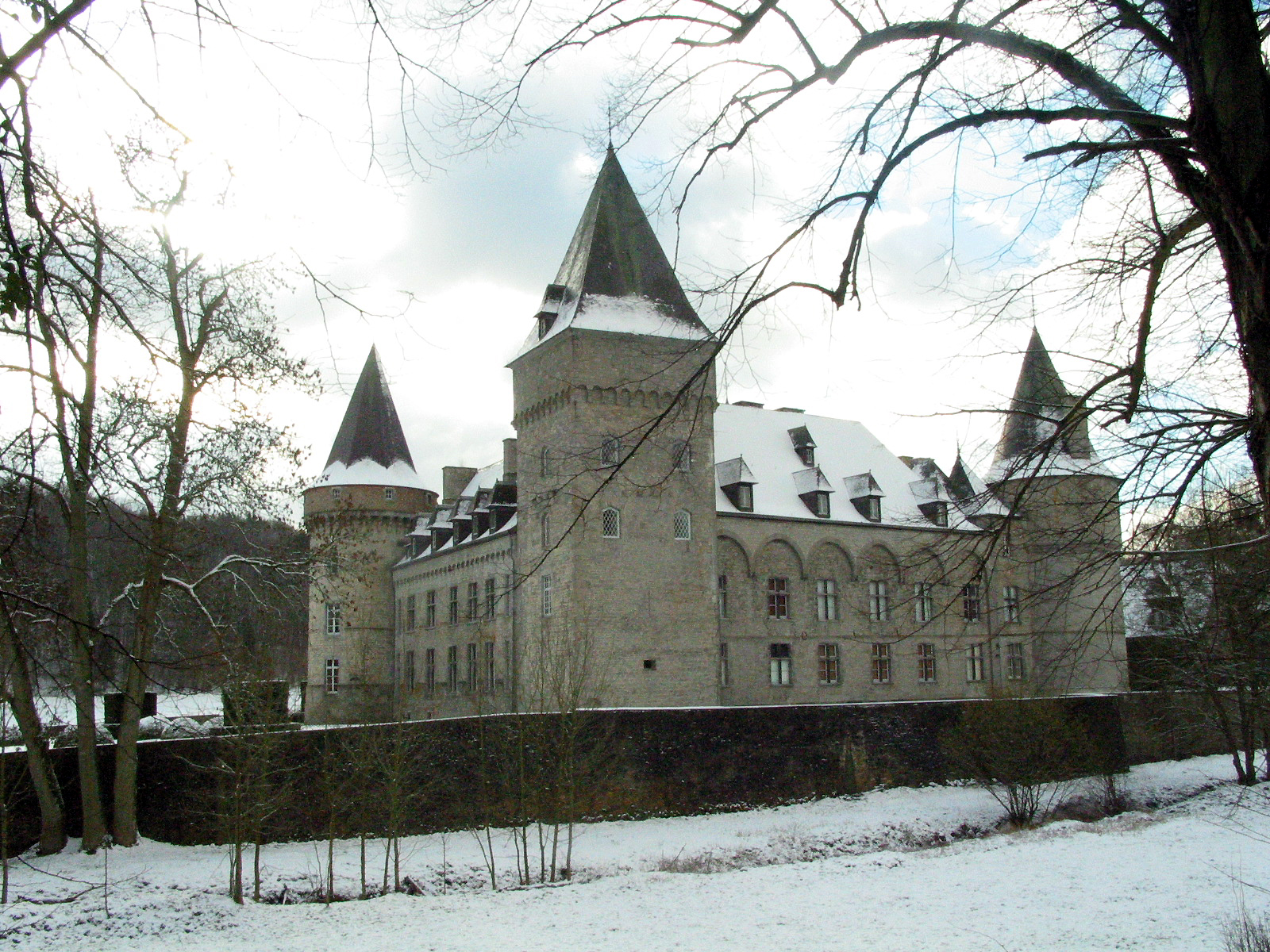